# ستانگیناتس
ستانگیناتس (به صربی: Stanjinac) یک منطقهٔ مسکونی در صربستان است که در کنگاژواتس واقع شده‌است. ستانگیناتس ۹۵ نفر جمعیت دارد.